# Museo Histórico de Placilla
El Museo Histórico de Placilla, se ubica a 14 km de la ciudad de Valparaíso, fue construido durante el año 2008 e inaugurado el 28 de agosto de 2009, al alero del Centro Cultural de Placilla. Es el primer y único museo ubicado en el sector de Placilla de Peñuelas, Valparaíso, Chile. El museo es de carácter comunitario y su entrada es liberada. Cuenta con variadas colecciones principalmente referentes a la historia y comunidad local, como la batalla de Placilla, además del patrimonio industrial y natural del sector.  
Actualmente, realiza variadas actividades gratuitas, entre talleres, presentaciones de material multimedia y exposiciones fotográficas.

## Misión
La misión del museo según su página web es: 
“Preservar, investigar, promover, valorizar, sensibilizar y divulgar el patrimonio local”.

## Historia
El museo nace a partir de la necesidad de los habitantes de Placilla, para poder preservar su historia, donde los vecinos deciden reunir los objetos que fueron encontrando, posterior a la Batalla de Placilla en el año 1981.
Desde el inicio fue el centro cultural de Placilla quien impulso el patrimonio cultural y natural de la comunidad para concientizar la conservación, conocimiento y valorización de la historia local, el museo nace incluso antes de su fundación y de poder contar con un edificio, presentando sus colecciones como un museo itinerante en distintos puntos de Placilla y Valparaíso, siendo posteriormente custodiadas por vecinas y vecinos en sus propias casas.
Fue gracias al entusiasmo de los vecinos, que se decidió construir este museo, para poder reunir en un único lugar los distintos objetos y "tesoros" que formaban parte de su vida cotidiana, siendo parte fundamental de la identidad de Placilla de Peñuelas.    

## Financiamiento y Funcionamiento
La construcción del edificio actual en el que se encuentra el museo fue financiada por el programa de recuperación de barrios "Quiero Mi Barrio" del Ministerio de Vivienda y Urbanismo en el año 2008, terminando su construcción el siguiente año. 
En el año 2019, el Ministerio de las Culturas, las Artes y el Patrimonio aportó económicamente al museo para mejorar y ampliar su infraestructura. Más adelante, entregó además un fondo para renovar por completo la exposición. 
El museo aún funciona a través de la autogestión de la comunidad y la postulación a fondos concursables, mediante socios voluntarios que entregan diversos aportes, ideas y apoyan en las actividades el museo. 
En el año 2020 se crea en el marco del Plan de Desarrollo Público, el Club de Amigos del Museo Histórico de Placilla, con el objetivo de fortalecer y fidelizar a los asistentes entregando beneficios especiales a los participantes, tales como talleres, exposiciones, charlas, conciertos, entre otros, con aforo limitado, permitiéndoles un acceso exclusivo, además de otros como suvenires del museo.

## Colecciones

### Batalla de Placilla
Colección referente a la batalla de Placilla ocurrida durante la Guerra Civil de 1891, en ella se exhiben objetos encontrados en distintas partes de Placilla. Como acto conmemorativo, el museo realiza actividades artísticas y culturales cada 28 de agosto.

### Material Arqueológico
El museo cuenta con material arqueológico precolombino, ya que en el sector se constató la existencia de Piedras Tacitas y un cementerio con 70 cuerpos. Posteriormente, se realizó una excavación que permitió recopilar nueva información científica. Este material forma parte del imaginario colectivo de los pobladores de Placilla y son parte fundamental de su patrimonio.

### Fotografías
El museo cuenta con fotografías y paneles que muestras información de lugares que fueron de gran importancia para el sector de Placilla, como la ex Central Hidroeléctrica el Sauce y el Tranque Las Cenizas.

## Véase además
- Placilla de Peñuelas.
- Batalla de Placilla.
- Arqueología.